# オール・ザ・ライト・リーズンズ
『オール・ザ・ライト・リーズンズ』（All The Right Reasons）は、カナダのロックバンド、ニッケルバックが2005年に発売した通算5枚目のアルバムである。全11曲収録（日本盤はボーナス・トラック2曲追加）。アメリカでは7曲がシングルカットされ、3曲がTOP10入りするなど、21世紀に最も成功したロックアルバムとなった。Billboard 200に154週連続チャートイン。イギリスでもシングルカットされた1曲がTOP3入りを果たし、またアルバムも発売から2年後に初のTOP3入りを果たした。

## 収録曲
1. フォロー・ユー・ホーム – "Follow You Home" – 4:20
  - コーラスでZZトップのビリー･ギボンズが参加。
2. ファイト・フォー・オール・ザ・ロング・リーズンズ – "Fight for All the Wrong Reasons" – 3:44
3. フォトグラフ – "Photograph" – 4:18
4. アニマルズ – "Animals" – 3:06
5. セイヴィン・ミー – "Savin' Me" – 3:39
6. ファー・アウェイ – "Far Away" – 3:58
7. ネクスト・コンテスタント – "Next Contestant" – 3:34
8. サイド・オブ・ア・ブレット – "Side of a Bullet" – 3:00
9. イフ・エヴリワン・ケアード – "If Everyone Cared" – 3:38
10. サムワン・ザット・ユア・ウィズ – "Someone That You're With" – 4:01
11. ロックスター – "Rockstar" – 4:15
  - コーラスでZZトップのビリー･ギボンズが参加。PVにはカナダ出身の著名人が多数主演。

日本盤ボーナス・トラック
1. ウィ・ウィル・ロック・ユー – "We Will Rock You" – 1:57
  - クイーンのカヴァー。
2. サムデイ – "Someday" （アコースティック・ライヴ・バージョン） – 3:23

## シングル
- Photograph (全米2位、全英18位)
- Animals (全米97位)
- Savin' Me (全米19位)
- Far Away (全米8位、全英40位)
- Rockstar (全米6位、全英2位)
- If Everyone Cared (全米17位、全英57位)
- Side of a Bullet